# Південно-Африканська Республіка на літніх Олімпійських іграх 1904

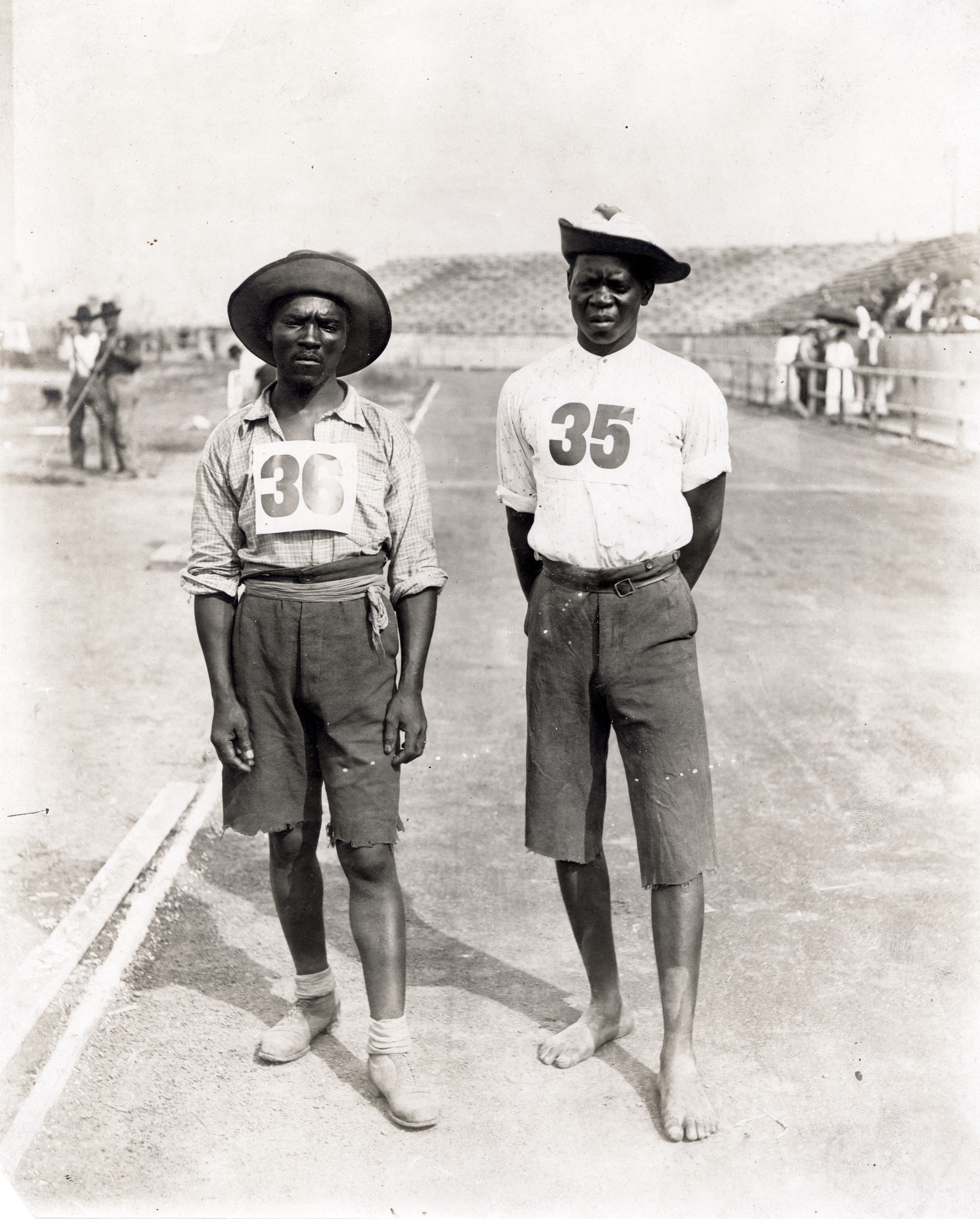
Учасники Олімпійського марафону 1904 року Лен Тау (ліворуч) і Джан Нашиані (праворуч)

Південна Африка вперше у своїй історії брала участь  у III літніх Олімпійських іграх в Сент-Луїсі (США). 
Країна була представлена вісьмома спортсменами у двох видах спорту й не виборола жодної медалі.

## Результати змагань

### Легка атлетика
| Змагання | Спортсмен    | Фінал        | Фінал |
| Змагання | Спортсмен    | Результат    | Місце |
| -------- | ------------ | ------------ | ----- |
| Марафон  | Лен Тау      | невідомий    | 9     |
| Марафон  | Джан Нашиані | невідомий    | 12    |
| Марафон  | Берті Харріс | не фінішував | —     |

### Перетягування канату
| Змагання | Спортсмени                                                                                        | Чвертьфінал      | Півфінал   | Фінал      | Півфінал за срібло | Фінал за срібло |
| -------- | ------------------------------------------------------------------------------------------------- | ---------------- | ---------- | ---------- | ------------------ | --------------- |
| Чоловіки | Південна Африка - Паулюс Віссер - Пітер Ілленс - Пітер Ломбард - Крістофер Волкер - Йоганес Шутте | США 1 · програли | не пройшли | не пройшли | не пройшли         | не пройшли      |